# 三洋警備保障
株式会社三洋警備保障（英: Sanyo Keibi Hosyou CO., LTD.）は、トスネットグループに属す警備会社である。東京都世田谷区内に本社及び世田谷営業所を、神奈川県相模原市に相模原営業所を有し、交通誘導警備を基盤に各種警備を実施している。

## 概要
1977年（昭和52年）に東京都世田谷区代沢2丁目5番7号に設立し、1983年（昭和58年）に東京都公安委員会の認定を受け警備業を開始している。設立当初から都内近郊で交通誘導警備（2号警備）を中心に展開し、1991年（平成3年）4月に現本社ビルを購入し、本社を移転した。
2006年（平成18年）1月には東北に拠点を置くトスネットの100%子会社となった。数年後には江東区内の営業所を閉鎖し、本社併設の世田谷営業所1拠点での営業となった。
トスネットの子会社になって以降、3回の代表取締役等の経営陣の交代変更を経て、2014年（平成26年）の経営陣変更（役員の変更）から経営方針に変更を加え、2016年（平成28年）1月には神奈川県相模原市に営業所を新設する等、事業拡大に積極的である。なお2回目の代表取締役社長の交代からは、グループ企業であるトスネット首都圏の役員を兼務する流れにあり、代表取締役社長は非常勤で、実質経営実務は役員以上が常勤し執り行っている（現在は常務取締役が実施）。この経営方針の変更から、それまでの建築・土木系の交通誘導主体の経営から商業施設・大型娯楽施設付帯の駐車場警備、各種イベント警備、大手企業の施設警備などへも営業範囲を広げている。
また2015年（平成27年）頃からはグループ経営方針の変更を受け、防犯カメラの販売・AEDの取扱い窓口業務も開始し、取扱い商品の充実も図っている。また、親会社のトスネットがセコム株式会社と業務提携したため、三洋警備保障もセコム及びセコムジャスティックと協力関係にある。

## 教育体制
新任教育・現任教育共に法定研修時間を超える教育を義務付け、また適宜選抜者研修等を行っている。この選抜者研修では主力契約現場が商業施設付帯駐車場であるため、接客態度等のマナーに至るまで指導教育を行っている。
2015年（平成27年）からは教育担当に警視庁警察学校教官の経歴を持つ者を採用し、民間会社では指導技術が足りない部分を補っている。

## 基本原則
2014年（平成26年）の経営陣変更から、グループ経営理念に加え、以下の基本原則を掲げ取り組んでいる。　
1. 『正しさの追究』各種法令規則を遵守し、今行っている事は真に正しいのか常に考えて行動する。
2. 『見せる警備の徹底』一挙手一投足、警備員としての機敏な動きで御客様に安心感を与え、身だしなみに気を付け自信溢れる勤務姿勢を維持する。

## その他
2020年夏季オリンピック開催決定以来、警備業業界に発生した大量の人材不足により警備員の確保が難しい状況下、これまでの交通誘導警備業界には見られなかった福利厚生・社会保険制度の完備などを謳った募集に力を入れている。また上記『基本原則』にあるよう姿勢・端整な制服・身嗜みの徹底などに着目し、他の同業他社との差別化を図っている。

## 加盟団体
- 全国警備業協会
- 東京商工会議所
- 東京都警備業協会
- 東京都警察懇話会
- 北沢警察懇話会
- 北沢防犯協会

## 主要取引先
- IHIインフラシステム
- オオゼキ
- 鹿島建設
- 京王建設
- セコム
- セコムジャスティック

など

## 略歴
- 1982年
  - 2月 - 東京都世田谷区代沢2-5-7に株式会社三洋警備保障を設立。
  - 3月 - 東京都公安委員会へ届出。交通誘導業務を主体に営業を開始。
- 1983年4月 - 東京都公安委員会から『第327号』の認定を受ける。
- 1983年2月 - 本社を東京都世田谷区代沢5-32-7へ移転する。
- 1989年10月 - 世田谷区代田・江戸川区上一色に社員寮を設立。
- 1993年3月 - 資本金を2,000万円に増資する。
- 2003年8月 - 現本社ビルを購入。
- 2006年1月 - 株式会社トスネットの100%子会社となる。
- 2012年2月 - 創立30周年を迎える。
- 2014年2月 - 新体制へと経営方針変更。
- 2016年1月 - 相模原市に営業所を新設。